# Batôlômêô Tông đồ
Batôlômêô (tiếng Bồ Đào Nha: Bartholomeu, từ tiếng Latinh: Bartholomaeus, từ tiếng Hebrew: בר-תולמי, đã Latinh hoá: bar-Tôlmay) là một trong số mười hai tông đồ của Chúa Giêsu căn cứ theo Thánh Kinh Tân Ước. Phần lớn các nhà khoa học ngày nay coi thánh Batôlômêô Tông đồ là nhân vật Nathanaen trong sách Tin Mừng theo thánh Gioan (Gioan 1:45–51; cf. Gioan 21:2).

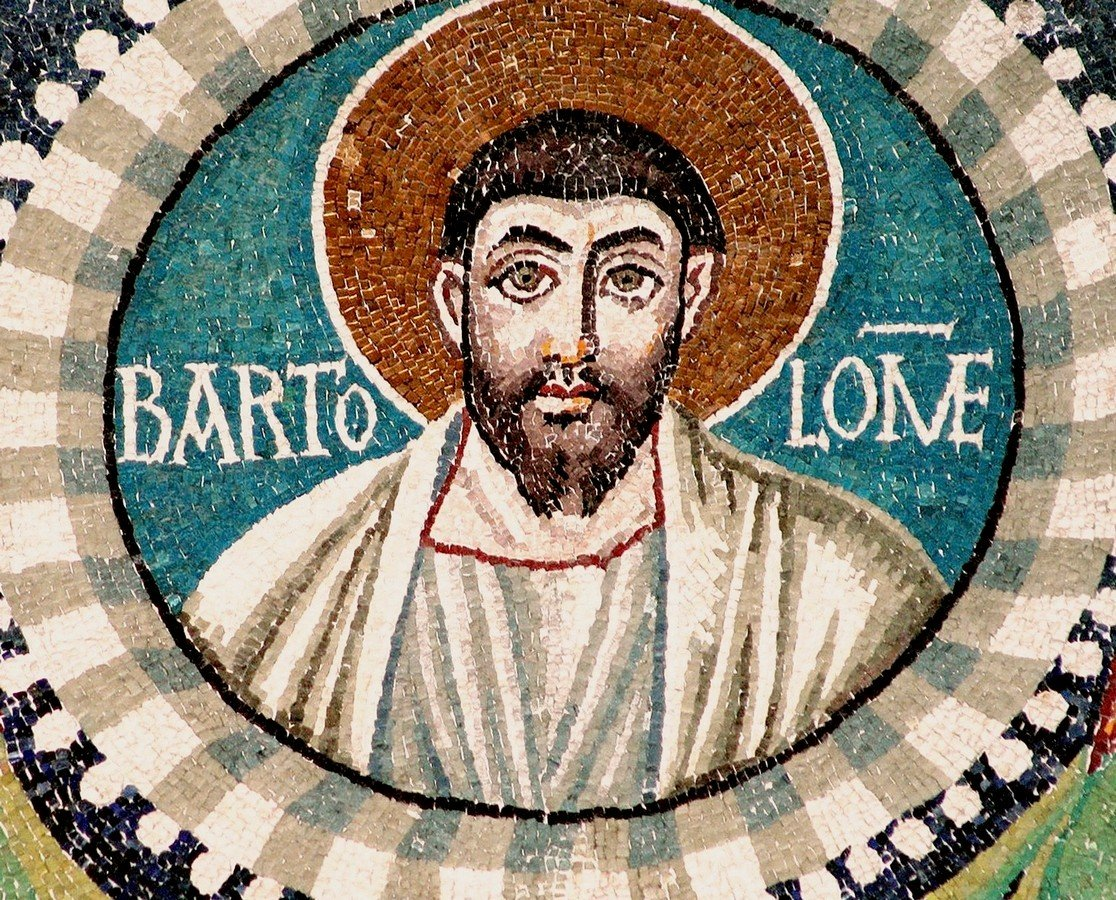
Tranh khảm đá thánh Batôlômêô Tông đồ tại Vương cung thánh đường Thánh Vitalis, Ravenna, thế kỷ 6

## Ghi chép theo Tân Ước
Tên riêng "Batôlômêô" (tiếng Hy Lạp: Βαρθολομαῖος) xuất phát từ tiếng Aram Đế quốc: בר-תולמי, đã Latinh hoá: bar-Tôlmay, n.đ. 'con trai ông Talmai' hay 'con trai của những luống cày. Thánh Batôlômêô được các sách Tin Mừng Nhất Lãm và sách Công vụ Tông đồ liệt kê vào nhóm 12 tông đồ của Chúa Giêsu (Mátthêu 10:1–4, Máccô 3:13–1 và Luca 6:12–16).

## Truyền thống
Trong cuốn Lịch sử Giáo hội (5:10), thánh Eusebius thành Caesarea mô tả rằng sau khi Đức Chúa Giêsu thăng thiên, thánh Batôlômêô đã chu du sang Ấn Độ để rao giảng Tin Mừng. Truyền thống viết rằng ông làm việc thừa sai tại các vùng đất Lưỡng Hà, Parthia, số khác thì thuật rằng ông cũng đi rao giảng tại xứ Lycaonia và Ethiopia. Truyền thống bình dân thì cho rằng thánh Batôlômêô trước tiên rao giảng Tin Mừng tại Ấn Độ rồi sau đó du hành về nước Đại Armenia.

### Truyền giáo tại Ấn Độ
Hai lời chứng cổ đại được lưu giữ cho đến nay về công việc truyền giáo tại Ấn Độ của thánh Batôlômêô thuộc về thánh Eusebius thành Caesarea  (đầu thế kỷ 4) và thánh Giêrônimô (cuối thế kỷ 4). Cả hai đều nhắc tới sự kiện trên khi kể chuyện ông thánh Pantaenus thăm Ấn Độ vào thế kỷ 2. Nghiên cứu của Linh mục A. C. Perumalil và Moraes cho rằng thánh Batôlômêô từng truyền giáo tại thành phố cổ Kalyan, nay là vùng đất Mumbai bên bờ biển Konkan. Các học giả trước đây ít là nghi ngờ rằng  thánh Batôlômêô đã từng rao giảng Tin Mừng tại Ấn Độ. Stallings (1703), Neander (1853), Hunter (1886), Rae (1892), Zaleski (1915) ủng hộ giả thiết trên, mà Sollerius (1669), Carpentier (1822), Harnack (1903), Medlycott (1905), Mingana (1926), Thurston (1933), Attwater (1935), v.v. thì không. Luận chứng chính mà các học giả đề xuất cho rằng xứ "Ấn Độ" mà thánh Eusebius và Giêrônimô nhắc tới nên được hiểu là xứ Ethiopia hoặc là Nam Ả Rập.

### Trích dẫn
1. ↑  Green, McKnight & Marshall 1992, tr. 180.
2. ↑  "What Do We Know about Nathanael – the Disciple without Deceit? - Topical Studies". Bible Study Tools (bằng tiếng Anh). ngày 6 tháng 9 năm 2022. Truy cập ngày 24 tháng 8 năm 2024.
3. ↑  "Meet the Apostle Nathanael, a 'True Israelite'". Learn Religions (bằng tiếng Anh). Truy cập ngày 24 tháng 8 năm 2024.
4. ↑  Raymond F. Collins, "Nathanael 3," in The Anchor Bible Dictionary, vol. 4 (New York: Doubleday), p. 1031.
5. 1 2 3  Butler & Burns 1998, tr. 232.
6. ↑  Encyclopædia Britannica, Micropædia. vol. 1, p. 924. Chicago: Encyclopædia Britannica, Inc., 1998. ISBN 0-85229-633-9.
7. 1 2  "Mission of Saint Bartholomew, the Apostle in India". Nasranis. ngày 10 tháng 10 năm 2014. Truy cập ngày 24 tháng 8 năm 2020.
8. ↑  Perumalil 1971.